# Zdzisławice (Lublin)
Pour les articles homonymes, voir Zdzisławice.
Zdzisławice (prononciation : [zd͡ʑiswaˈvit͡sɛ]) est un village polonais de la gmina de Dzwola dans le powiat de Janów Lubelski de la voïvodie de Lublin dans l'est de la Pologne.
Il se situe à environ 6 kilomètres au sud de Dzwola (siège de la gmina), 13 kilomètres au sud-est de Janów Lubelski (siège du powiat) et 67 kilomètres au sud de Lublin (capitale de la voïvodie).
Le village compte approximativement une population de 410 habitants.

## Histoire
De 1975 à 1998, le village est attaché administrativement à la voïvodie de Tarnobrzeg.

Depuis 1999, il fait partie de la voïvodie de Lublin.